# アイケンジャパン
株式会社アイケンジャパン（英: Aiken Japan Co.,Ltd.）は、福岡県福岡市中央区と東京都港区に本社を置くアパートの企画・販売を行う企業である。
主に木造アパートの企画販売・施工・賃貸管理までを行っており、2006年の設立から通算販売棟数は1,389棟、管理戸数は10,114戸（2024年12月末時点）に上る。堅実が一番を、業界の常識としたプラットフォーム企業を目指している。

## 沿革
- 2006年8月 - 株式会社アイケンホームを福岡県福岡市中央区草香江に設立
- 2008年8月 - オリジナルブランド 「メゾネティック」を商標登録
- 2011年9月 - 広島支店を広島県広島市中区昭和町に開設
- 2011年10月 - オリジナルブランド「グランティック」を商標登録
- 2012年4月
  - 本社事務所を福岡県福岡市中央区赤坂に移転
  - アパート販売棟数累計100棟達成
- 2013年6月 - 名古屋支店を愛知県名古屋市中区丸の内に開設
- 2014年4月
  - 株式会社アイケンジャパンに商号変更
  - 東京支店を東京都港区赤坂に開設
- 2015年9月 - 広島支店を広島県広島市南区的場町に移転
- 2015年10月 - 大阪支店を大阪府大阪市中央区西心斎橋に開設
- 2015年12月
  - 東京支店を東京都港区赤坂に移転
  - 名古屋支店を愛知県名古屋市中区栄に移転
  - 本社事務所を福岡県福岡市中央区天神に移転
- 2017年1月 - 仙台オフィスを宮城県仙台市青葉区本町に開設
- 2017年5月
  - 岡山オフィスを岡山県岡山市北区下石井に開設
  - 大阪支店を大阪府大阪市中央区西心斎橋に移転
  - アイケンジャパン社員数 100名突破
- 2017年9月 - 経営管理本部を福岡県福岡市中央区天神に移転
- 2018年5月 - 大宮サテライトオフィスを埼玉県さいたま市大宮区桜木町に開設
- 2018年7月
  - 福岡支店を福岡本社へ変更
  - 東京支店を東京本社へ变更
  - 仙台オフィス、岡山オフィスをそれぞれ仙台支店、岡山支店に変更
- 2019年6月 - 熊本支店を熊本県熊本市中央区安政町に開設
- 2020年11月 - 札幌セールスオフィスを北海道札幌市中央区北一条西に開設
- 2021年4月 - グループ会社 株式会社ATMリアルエステートを設立
- 2021年10月 - 台湾支店を台湾台北市に開設
- 2021年12月 - アパート販売棟数累計 1000 棟達成
- 2022年4月 - 株式会社イオスコーポレーション（現：イデアハウス株式会社）を子会社化
- 2022年5月 - グループ会社　株式会社アイケン建設を設立
- 2023年3月 - 東京本社を東京都港区北青山に移転
- 2023年7月 - 横浜支店を神奈川県横浜市西区みなとみらいに開設
- 2023年9月 - 那覇支店を沖縄県那覇市東町に開設
- 2024年5月 - 広島支店を広島県広島市南区的場町に移転
- 2024年6月 - 子会社　株式会社アイケン建設 東京オフィスを東京都港区北青山に開設
- 2024年7月 - 持株会社体制へ移行 株式会社アイケンホールディングスを設立
- 2024年11月 - 京都支店を京都市下京区東塩小路町に開設
- 2025年6月 - 福岡本社を福岡市中央区大名へ移転
- 2025年7月 - 熊本支店を熊本市中央区中央街へ移転

## テレビCM
- 2016年9月 歌手の郷ひろみが、アイケンジャパンの社外取締役になって、就任式で会見をし「アパート経営ならアイケンジャパン」「アパート経営ならアイケンジャパン」と連呼し、最後は踊るというイメージCMを公開

## 事業所
- 東京本社 - 東京都港区北青山3丁目2番4号　日新青山ビル3階
- 福岡本社 - 福岡県福岡市中央区大名2丁目6番50号　福岡大名ガーデンシティ7階
- 那覇支店 - 沖縄県那覇市東町4番1号　沖縄セルラーフォレストビル2階
- 熊本支店 - 熊本県熊本市中央区中央街2番11号　熊本サンニッセイビル4階
- 広島支店 - 広島県広島市南区的場町1丁目2番21号　広島第一生命OSビルディング6階
- 岡山支店 - 岡山県岡山市北区下石井1丁目1番1号　アーバンオフィスビル10階
- 大阪支店 - 大阪府大阪市中央区西心斎橋2丁目1番3号　御堂筋ダイヤモンドビル7階
- 京都支店 - 京都府京都市下京区西洞院通塩小路上る東塩小路町608番地9 　日本生命京都三哲ビル4階
- 名古屋支店 - 愛知県名古屋市中区栄1丁目3番3号　AMMNATビル7階
- 横浜支店 - 神奈川県横浜市西区みなとみらい2丁目2番1号　横浜ランドマークタワー13階
- 仙台支店 - 宮城県仙台市青葉区本町1丁目1番1号　大樹生命仙台本町ビル16階
- 札幌セールスオフィス - 北海道札幌市中央区北1条西3丁目3番地　ばらと北一条ビル9階
- 台湾支店 - 台灣台北市中⼭區南京東路⼀段15號3樓
- 経営管理本部・経営企画本部 - 福岡県福岡市中央区大名2丁目6番50号　福岡大名ガーデンシティ7階

## 施工シリーズ

### GRANDTIC
- アパートの屋上にルーフバルコニーを有し、大きなダイニングスペースを備えたシリーズ。
- 寝室、浴室、トイレはそれぞれ独立し、居住性を高めた設計となっている。

### GRANDTIC L-STYLE
- 広々としたLDKに独立した寝室、さらに使い勝手のよいロフトを設けたシリーズ。
- ロフトはライフスタイルに合わせて仕事用スペースや趣味用スペースなどとして利用可能。

### REGALEST
- 限られた土地でも建てられる3階建てのシリーズ。
- 快適性を追求したLDK、独立したベッドルームなどが特徴。

### RIZEST
- 3階層あるユニークな間取りのロフト付きシリーズ。
- キッチンとサニタリー、ダイニングスペース、ロフトをそれぞれ階段によって区切り、コンパクトながらも、生活動線を考えた造りが特徴。

## 広告活動
- 2014年6月から2017年5月まで尾木ママこと尾木直樹をイメージキャラクターとして起用
- 2016年9月から歌手の郷ひろみをイメージキャラクターとして起用

## グループ体制

### ホールディングスカンパニー
- 株式会社アイケンホールディングス

### グループ会社
- 株式会社アイケン建設
- 株式会社AND LIFE

- イデアハウス株式会社（2023年7月1日付で株式会社イオスコーポレーションはイデアハウス株式会社に社名変更いたしました）
- 株式会社ATMリアルエステート
- 株式会社東京おだふじ